# Oddone II di Troyes
Oddone di Troyes (... – dopo l'886) fu conte Troyes e di Tonnerre.

## Origine
Era il figlio primogenito del conte di Blois, di Troyes e di Châteaudun, Oddone I e di sua moglie, Guandilmoda (o Guandilmode), che compare assieme al marito in una donazione del marzo 849. Secondo alcuni storici, tra cui il medievalista, Donald C. Jackman, era Guandilmoda, la figlia del conte Alerano.
Secondo l'archivista e storico, René Merlet, nel suo Origine de Robert le Fort, asserisce che suo padre, Oddone I era il fratello (maggiore) di Roberto il Forte.

## Biografia
Molto probabilmente alla morte del padre, nell'871, divenne conte di Troyes.
Contea che, nell'876, passò al fratello Roberto, mentre a Oddone andava la contea di Tonnerre.
Oddone viene citato come conte in un documento di Carlo il Calvo, del 25 ottobre 877, del Cartulaire de l'abbaye de Montiéramey, Collection des principaux cartularies du diocèse de Troyes Tome VII come fratello di Roberto, a cui, dal re dei Franchi occidentali, Carlo il Calvo, che lo definisce suo fedele, viene assegnata la città di Chaource.
Nel poema Abbonis Bella Parisiacæ Urbis I il conte Oddone viene ricordato tra i combattenti della battaglia di Parigi, assieme al fratello Roberto che in quella battaglia, del febbraio 886, perse la vita.
Il conte Oddone viene citato, per l'ultima volta, come proponente di una donazione in un documento di Carlo il Calvo datato 27 ottobre 886.
Non si conosce la data esatta della morte di Oddone II.

## Matrimonio e discendenza
Di Oddone II non si conosce l'esistenza di un'eventuale moglie e non si ha notizia di alcuna discendenza.

### Fonti primarie
- (LA)  Chronique de l'abbaye de Saint-Bénigne de Dijon.
- (LA)  Monumenta Germaniae Historica, Poetae Latini Aevi Carolini, tomus IV, fasciculus I.

### Letteratura storiografica
- René Poupardin, Ludovico il Pio, in «Storia del mondo medievale», vol. II, 1999, pp. 558–582
- René Poupardin, I regni carolingi (840-918), in «Storia del mondo medievale», vol. II, 1999, pp. 583–635
- (FR)  René Merlet Les Comtes de Chartres.